# اندیس دولایی بزهور
دولایی بزهور یک اندیس فلزی است که در حوالی شهر نیشابور استان خراسان قرار دارد و مادهٔ معدنی موجود در آن، کرومیت است.